# 東つつじケ丘 (調布市)
東つつじケ丘（ひがしつつじがおか）は、東京都調布市の町名。現行行政地名は東つつじケ丘一丁目から東つつじケ丘三丁目。郵便番号は182-0005。
町域北部を京王電鉄京王線が横断する。つつじヶ丘駅は西つつじケ丘三丁目に所在するが、敷地の一部は東つつじケ丘にもまたがっている。隣接する西つつじケ丘とまとめて「つつじケ丘」と総称されるが、駅名に合わせて「つつじヶ丘」と表記されることが多い。

## 地理
調布市の東側に位置する。
町域は南北に細長く、東側から時計回りに、調布市若葉町、調布市入間町、調布市西つつじケ丘、三鷹市中原、調布市仙川町、に隣接する。
駅南口（東つつじケ丘町域内）では区画整理事業が行われており、駅前の道路拡幅が予定されている。これに伴い、2022年春にはつつじヶ丘駅南口バス折返場（京王バスが管理）を含めた部分に、バスロータリーを備えた交通広場を建設する工事が開始された（同年9月30日完了予定）。

### 河川
- 入間川 ｰｰｰ 街区東側境界を入間川が流れる。

## 歴史
この地域の旧地名は「金子（かねこ）」であり、つつじヶ丘駅の旧駅名も1913年（大正2年）開設当初は「金子駅」であったが、京王帝都電鉄（現：京王電鉄）が宅地造成した「つつじヶ丘住宅地」を売り出すにあたり、1957年（昭和32年）5月15日に「金子駅」から「つつじヶ丘駅」へ改称した。それに合わせて後から町名が西つつじケ丘・東つつじケ丘に変更されたという経緯がある。
なおこの地域は野川沿いの低地であり、地形的には「丘」ではない。
今尾恵介は自著の中で、駅名変更により歴史ある地名が消えてしまうことを嘆き「800年以上も遡ることができる金子の町名があっさりと消滅した。」と述べている。

### 道路陥没事故
2020年（令和2年）10月18日 - 東つつじケ丘2丁目の東京外環自動車道の地下トンネル工事中の箇所で、道路上に深さ約5mの穴が開く陥没事故が発生。NEXCO東日本は周辺住民に避難を要請した。
入間川の旧河道があったことも要因として挙げられている。

## 施設
- つつじヶ丘駅南口バス折返場
- 松屋 つつじヶ丘店
- 特定医療法人研精会 東京さつきホスピタル（旧：研精会 山田病院）
  - 社会福祉法人新樹会 本部
- ライフ つつじヶ丘店 - 東つつじケ丘1丁目3-3[8]。旧「つつじヶ丘マンション」1階から3階に出店していた総合スーパー (GMS) 。ビル建て替えにより2017年4月2日閉店[9][10]、同年4月28日にクロスガーデン調布店（菊野台1丁目）へ移転開業[9][11]。クロスガーデン調布店の店長はつつじヶ丘店の前店長が引き継ぐとともに[11][12]、多くの従業員がクロスガーデン調布店へ移籍した[11]（キテラタウン調布も参照）。
  - セリア つつじヶ丘店 - ライフつつじヶ丘店の地下1階に入居。ライフ閉店後も営業継続していたが、ビル建て替えにより2018年8月16日をもって閉店[13]。なお、ライフつつじヶ丘店が移転したクロスガーデン調布（現：キテラタウン調布）にはダイソーが出店した。

### 教育施設
- 調布市立滝坂小学校
- 調布白菊幼稚園
- たちばな幼稚園
- つつじヶ丘どろんこ保育園

## 交通

### 鉄道
| 街区内にある駅                |
| ----------------------------- |
| 京王線 - つつじヶ丘駅 (KO 14) |

所在地は西つつじケ丘だが、敷地の一部は東つつじケ丘にまたがる。

### 路線バス
つつじヶ丘駅を発着する系統と、東京都道114号武蔵野狛江線（松原通り）を経由する系統が利用できる。
- つつじヶ丘駅発着系統
  - つつじヶ丘駅#バス路線を参照。
- 松原通り経由 - 徒歩圏内に「稲荷前」バス停が所在。すべて小田急バスの運行。
  - 成01 成城学園前駅西口 - 稲荷前 - つつじヶ丘駅南口
  - 成04 成城学園前駅西口 - 稲荷前 - 狛江営業所 - 調布駅南口
  - 成05 成城学園前駅西口 - 稲荷前 - 狛江駅北口
  - 系統番号なし 成城学園前駅西口 - 稲荷前 - 狛江駅北口
  - 系統番号なし 成城学園前駅西口 - 稲荷前 - 狛江営業所
  - 系統番号なし 仙川駅 - 稲荷前 - 狛江営業所
  - 系統番号なし 千歳烏山駅南口 - 稲荷前 - 狛江営業所

### 道路
- 国道20号（甲州街道）
- 東京都道114号武蔵野狛江線（松原通り）
- 東京都道118号調布経堂停車場線
- 東京外かく環状道路 / 東京外環自動車道（外環道） - 地下で建設工事中。この工事により陥没事故が発生した。